# Popis vojvoda Limburga
Ovo je popis grofova i vojvoda Limburga. 

## Grofovi
Dinastija Ardeni-Verdun
- Waleran I. od Limburga
- Henrik, vojvoda Donje Lorene

## Vojvode
Dinastija Ardeni-Verdun
- Waleran, vojvoda Donje Lorene
- Henrik II. od Limburga
- Henrik III. od Limburga
- Waleran III. od Limburga
- Henrik IV. od Limburga
- Waleran IV. od Limburga
- Ermengarda od Limburga

Dinastija Leuven
- Ivan I. Brabantski
- Ivan II. Brabantski
- Ivan III. Brabantski
- Ivana Brabantska